# Möss

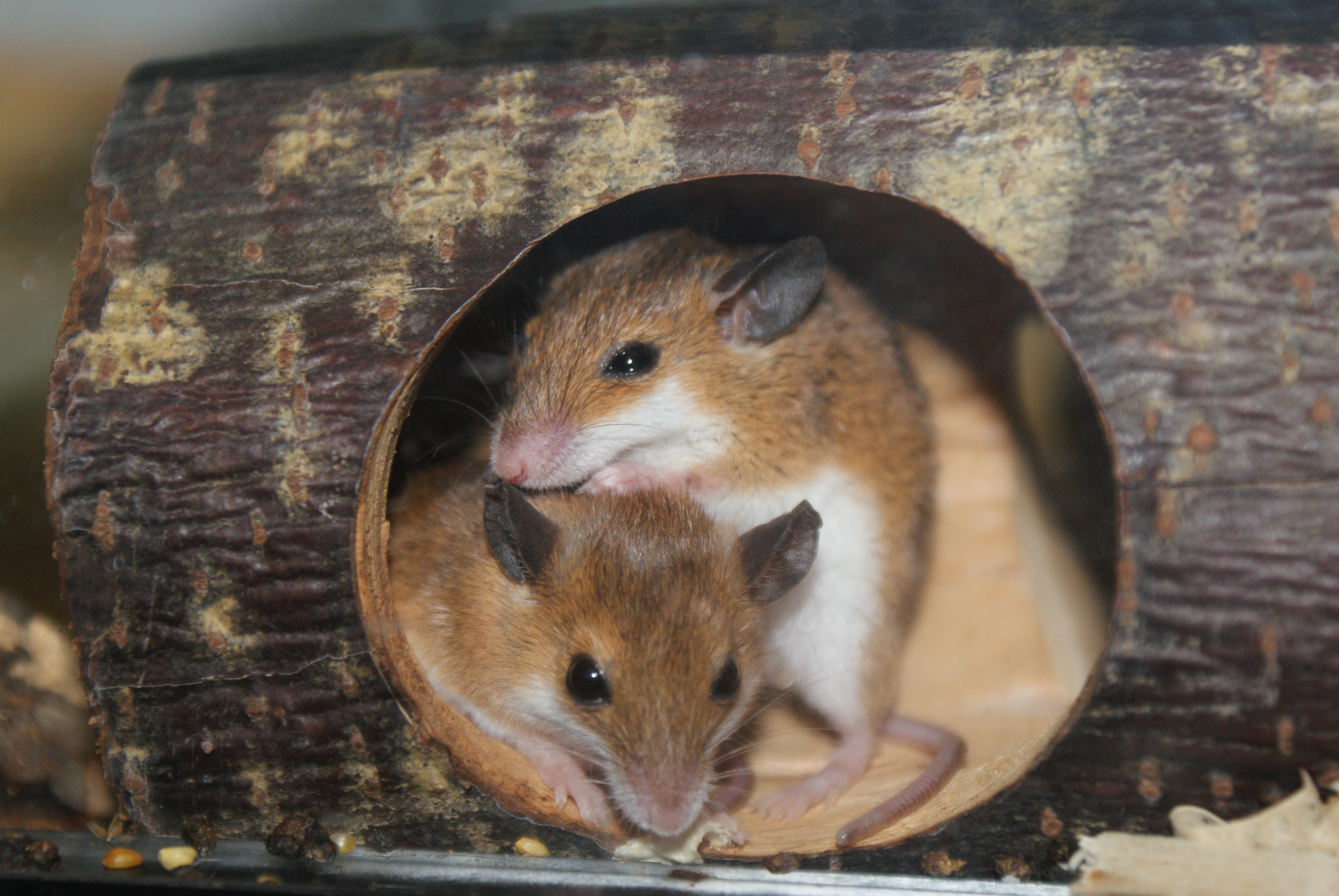
Afrikansk pygmémus (Mus musculoides)

Möss (Mus) är ett släkte i underfamiljen Murinae som i sin tur tillhör familjen råttdjur. Släktet omfattar 39  arter. Mössens habitat är främst skog eller savann men några arter är kulturföljare och lever istället i människans närhet.

## Utseende
Arterna inom släktet är 4,5 till 12,5 centimeter långa, exklusive svansen som oftast är lika lång. De väger genomsnittligen 30 gram men individer i fångenskap kan i vissa fall väga upp emot 60 gram. Små arter som Mus minutoides väger bara 2,5 till 12 gram. Möss är på ovansidan grå eller bruna och på buken ljusare grå-, brun- eller helt vitaktiga. Tammöss har dock avlats fram i ett stort antal olika färgvarianter. Svansen verkar vid första ögonkastet vara naken, men är täckt med fina hår.

## Utbredning och habitat
Troligen låg släktets ursprungliga utbredningsområde i Afrika, Sydeuropa och subtropiska och tropiska delar av Asien. Det antas att husmusen kommer från Indien och att den sedan spred sig över jorden med människans hjälp. Mössens naturliga habitat är skog eller savann. Ett flertal är kulturföljare och är specialiserade på att vistas i närheten av människan. Bredvid husmusen är till exempel afrikansk pygmémus och i viss mån även Mus cervicolor och Mus caroli kulturföljare.

## Ekologi
Möss är främst nattaktiva men kulturföljare kan vara aktiva under alla dygnets timmar. Viloplatsen kan vara naturliga håligheter som bergssprickor eller underjordiska bon som musen gräver själv. Födan utgörs främst av växtdelar som frön, blad, rötter och stjälkar. Dessutom äter möss några insekter och andra ryggradslösa djur. Möss som anpassat sig till människan samlar vanligen förråd.
Ofta kan honor para sig flera gånger per år. Per kull föds upp till 14 ungar. Hos husmusen varar dräktigheten 19 till 21 dagar. Ungarna är vid födelsen blinda och nakna. Pälsen utvecklas under de första tio dagarna och cirka 4 dagar senare öppnar de ögonen. Ungarna diar sin mor under cirka tre veckor, och de blir könsmogna fem till sju veckor efter födelsen.
Med människans vård lever möss två till tre år, men enskilda individer kan bli sex år gamla.

## Systematik
Arterna i släktet delas vanligen in i fyra undersläkten:
- Undersläkte Mus
  - Husmus, (Mus musculus), hela världen
  - Mus caroli, östra och sydöstra Asien
  - Mus cervicolor, Sydostasien
  - Mus cookii, Sydostasien
  - Cypriotisk mus (Mus cypriacus), på Cypern
  - Mus booduga, Sydasien
  - Mus terricolor, Sydasien, även Mus dunni[3]
  - Mus spretus, västra Medelhavsområdet
  - Mus macedonicus, Balkan, västra Asien
  - Mus spicilegus, norra Balkan
- Undersläkte Pyromys
  - Mus platythrix, Indien
  - Mus saxicola, södra Asien
  - Mus phillipsi, Indien
  - Mus shortridgei, Sydostasien
  - Mus fernandoni, Sri Lanka
- Undersläkte  Coelomys
  - Mus mayori, Sri Lanka
  - Mus pahari, Sydostasien
  - Mus crociduroides, Sumatra
  - Mus vulcani, Java
  - Mus famulus, södra Indien
- Undersläkte Nannomys
  - Mus callewaerti, Kongo, Angola
  - Mus setulosus, västra och centrala Afrika
  - Mus triton, östra och centrala Afrika
  - Mus bufo, Ostafrika
  - Mus tenellus, Ostafrika
  - Mus haussa, västra Sahel
  - Mus mattheyi, Ghana
  - Mus indutus, södra Afrika
  - Mus setzeri, Namibia, Botswana, Zambia
  - Mus musculoides, Afrika, söder om Sahara
  - Mus minutoides, södra Afrika
  - Mus orangiae, Sydafrika
  - Mus mahomet, Ostafrika
  - Mus sorella, östra och centrala Afrika
  - Mus kasaicus, Kongo
  - Mus neavei, Ostafrika
  - Mus oubanguii, Centralafrikanska republiken
  - Mus goundae, Centralafrikanska republiken
  - Mus baoulei, Elfenbenskusten, Guinea
- Incertae sedis
  - Mus fragilicauda, Thailand, Laos